# FA Premier League 1996-1997
La FA Premier League 1996-1997 è stata la 98ª edizione della massima serie del campionato inglese di calcio, disputato tra il 17 agosto 1996 e l'11 maggio 1997 e concluso con la vittoria del Manchester Utd, al suo undicesimo titolo, il secondo consecutivo.
Capocannoniere del torneo è stato Alan Shearer (Newcastle Utd) con 25 reti.

## Stagione

### Novità
Al posto delle retrocesse Manchester City, QPR, Bolton sono saliti dalla First Division il Sunderland, il Derby County e, dopo i play-off, il Leicester City.

### Avvenimenti
Il campionato successivo ai fallimentari Europei ospitati vedeva come favorite le due rivali della scorsa stagione, i detentori del Manchester Utd  e i rivali del Newcastle Utd, questi ultimi rinforzatisi con l'acquisto-record di Alan Shearer dal Blackburn. Fece notizia inoltre il mercato del rampante Chelsea che, affidata la panchina a Ruud Gullit, acquistò il campione d'Europa in carica Gianluca Vialli dalla Juventus e Gianfranco Zola dal Parma.
A comandare la classifica però per la prima parte di stagione fu il Liverpool che riuscìanche a piazzare una mini-fuga sulle rivali più accreditate. Faticarono i campioni in carica che vennero sconfitti 5-0 nello scontro diretto con i Magpies e addirittura per 6-3 dal modesto Southampton. Intanto arrivò uno scossone in casa Arsenal con l'ingaggio del nuovo allenatore, il francese Arsène Wenger, il quale riuscìrà a riportare il club a lottare per le posizioni di vertice.
All'inizio del 1997, a sorpresa Kevin Keegan si dimise dal ruolo di manager del Newcastle, dicendo di aver fatto il massimo per portare al successo il club; il suo successore fu Kenny Dalglish che di conseguenza lasciò il ruolo di direttore tecnico in un Blackburn per il quale i giorni migliori erano ormai alle spalle. Ma l'anno nuovo portò anche la rimonta dei ragazzi di Sir Alex Ferguson che presero la vetta del torneo non lasciandola più. Se un infortunio a Shearer precluse ogni speranza per i bianconeri, l'assenza finale di Robbie Fowler tagliò le gambe ai Reds che non riuscirono più a contendere la prima posizione ai mancuniani, che si aggiudicarono così il loro quarto titolo in cinque anni.
All'ultima giornata il Liverpool venne addirittura raggiunto e scavalcato per differenza reti dai Magpies, che riuscirono così a qualificarsi per la nuova Champions League. Il Chelsea rimediò a un campionato tutt'altro che esaltante con la vittoria della FA Cup, mentre il Leeds Utd, che chiuse l'era Wilkinson affidandosi a George Graham, concluse il campionato a metà classifica ma con il record negativo di appena 28 reti realizzate.
In coda cadde il Nottingham Forest cui non giovarono due avvicendamenti in panchina, e il neopromosso Sunderland che disputava l'ultima stagione nell'impianto di Roker Park. La terza squadra retrocessa fu a sorpresa il Middlesbrough che nonostante l'ingente mercato estivo e le reti di Fabrizio Ravanelli venne condannato da 3 punti di penalizzazione, inflitti dalla federazione per una richiesta tardiva di rinvio della gara contro i Rovers causa problemi fisici dei calciatori. Esultarono così Southampton e Coventry City, ancora una volta appena fuori dalla zona retrocessione.

## Squadre partecipanti
| Club              | Stagione | Città               | Stadio               | Stagione precedente                                  |
| ----------------- | -------- | ------------------- | -------------------- | ---------------------------------------------------- |
| Arsenal           | dettagli | Londra              | Arsenal Stadium      | 5º posto in FA Premier League                        |
| Aston Villa       | dettagli | Birmingham          | Villa Park           | 4º posto in FA Premier League                        |
| Blackburn         | dettagli | Blackburn           | Ewood Park           | 7º posto in FA Premier League                        |
| Chelsea           | dettagli | Londra              | Stamford Bridge      | 11º posto in FA Premier League                       |
| Coventry City     | dettagli | Coventry            | Highfield Road       | 16º posto in FA Premier League                       |
| Derby County      | dettagli | Derby               | Baseball Ground      | 2º posto in First Division, promosso                 |
| Everton           | dettagli | Liverpool           | Goodison Park        | 6º posto in FA Premier League                        |
| Leeds Utd         | dettagli | Leeds               | Elland Road          | 13º posto in FA Premier League                       |
| Leicester City    | dettagli | Leicester           | Filbert Street       | 5º posto in First Division, promosso dopo i play-off |
| Liverpool         | dettagli | Liverpool           | Anfield              | 3º posto in FA Premier League                        |
| Manchester Utd    | dettagli | Manchester          | Old Trafford         | 1º posto in FA Premier League                        |
| Middlesbrough     | dettagli | Middlesbrough       | Riverside Stadium    | 12º posto in FA Premier League                       |
| Newcastle Utd     | dettagli | Newcastle upon Tyne | St James' Park       | 2º posto in FA Premier League                        |
| Nottingham Forest | dettagli | Nottingham          | City Ground          | 9º posto in FA Premier League                        |
| Sheffield Weds    | dettagli | Sheffield           | Hillsborough Stadium | 15º posto in FA Premier League                       |
| Southampton       | dettagli | Southampton         | The Dell             | 17º posto in FA Premier League                       |
| Sunderland        | dettagli | Sunderland          | Roker Park           | 1º posto in First Division, promosso                 |
| Tottenham         | dettagli | Londra              | White Hart Lane      | 8º posto in FA Premier League                        |
| West Ham Utd      | dettagli | Londra              | Boleyn Ground        | 10º posto in FA Premier League                       |
| Wimbledon FC      | dettagli | Londra              | Selhurst Park        | 14º posto in FA Premier League                       |

## Allenatori e primatisti
| Squadra           | Allenatore                                                      | Calciatore più presente                            | Cannoniere                      |
| ----------------- | --------------------------------------------------------------- | -------------------------------------------------- | ------------------------------- |
| Arsenal           | Arsène Wenger                                                   | Nigel Winterburn (38)                              | Ian Wright (23)                 |
| Aston Villa       | Brian Little                                                    | Ugo Ehiogu, Alan Wright (38)                       | Dwight Yorke (17)               |
| Blackburn         | Tony Parkes                                                     | Jeff Kenna, Tim Sherwood (37)                      | Kevin Gallacher (10)            |
| Chelsea           | Ruud Gullit                                                     | Mark Hughes (35)                                   | Gianluca Vialli (9)             |
| Coventry City     | Ron Atkinson (1ª-12ª) Gordon Strachan (13ª-38ª)                 | Gary McAllister, Steve Ogrizović (38)              | Dion Dublin (14)                |
| Derby County      | Jim Smith                                                       | Christian Dailly, Jacob Laursen (36)               | Dean Sturridge (11)             |
| Everton           | Howard Kendall                                                  | Gary Speed (37)                                    | Duncan Ferguson (10)            |
| Leeds Utd         | Howard Wilkinson (1ª-6ª) George Graham (6ª-38ª)                 | Nigel Martyn (37)                                  | Brian Deane (5)                 |
| Leicester City    | Martin O'Neill                                                  | Simon Grayson (36)                                 | Steve Claridge (12)             |
| Liverpool         | Roy Evans                                                       | Stig Inge Bjørnebye, David James (38)              | Robbie Fowler (18)              |
| Manchester Utd    | Alex Ferguson                                                   | David Beckham, Éric Cantona, Peter Schmeichel (36) | Ole Gunnar Solskjær (18)        |
| Middlesbrough     | Bryan Robson                                                    | Juninho Paulista (35)                              | Fabrizio Ravanelli (16)         |
| Newcastle Utd     | Kenny Dalglish                                                  | Steve Watson (36)                                  | Alan Shearer (25)               |
| Nottingham Forest | Frank Clark (1ª-17ª) Stuart Pearce (18ª-37ª) Dave Bassett (38ª) | Colin Cooper (36)                                  | Kevin Campbell (6)              |
| Sheffield Weds    | David Pleat                                                     | Ian Nolan, Kevin Pressman (38)                     | Andy Booth (10)                 |
| Southampton       | Graeme Souness                                                  | Jim Magilton (37)                                  | Matt Le Tissier (13)            |
| Sunderland        | Peter Reid                                                      | Paul Bracewell (38)                                | Craig Russell, Paul Stewart (4) |
| Tottenham         | Gerry Francis                                                   | Sol Campbell (38)                                  | Teddy Sheringham (7)            |
| West Ham Utd      | Harry Redknapp                                                  | Luděk Mikloško (36)                                | Paul Kitson (8)                 |
| Wimbledon FC      | Joe Kinnear                                                     | Chris Perry (37)                                   | Efan Ekoku (11)                 |

## Classifica finale
|       | Pos. | Squadra            | Pt | G  | V  | N  | P  | GF | GS | DR  |
| ----- | ---- | ------------------ | -- | -- | -- | -- | -- | -- | -- | --- |
|       | 1.   | Manchester Utd     | 75 | 38 | 21 | 12 | 5  | 76 | 44 | +32 |
|       | 2.   | Newcastle Utd      | 68 | 38 | 19 | 11 | 8  | 73 | 40 | +33 |
|       | 3.   | Arsenal            | 68 | 38 | 19 | 11 | 8  | 62 | 32 | +30 |
|       | 4.   | Liverpool          | 68 | 38 | 19 | 11 | 8  | 62 | 37 | +25 |
| [ 6 ] | 5.   | Aston Villa        | 61 | 38 | 17 | 10 | 11 | 47 | 34 | +13 |
| [ 7 ] | 6.   | Chelsea            | 59 | 38 | 16 | 11 | 11 | 58 | 55 | +3  |
|       | 7.   | Sheffield Weds     | 57 | 38 | 14 | 15 | 9  | 50 | 51 | -1  |
|       | 8.   | Wimbledon FC       | 56 | 38 | 15 | 11 | 12 | 49 | 46 | +3  |
| [ 8 ] | 9.   | Leicester City     | 47 | 38 | 12 | 11 | 15 | 46 | 54 | -8  |
|       | 10.  | Tottenham          | 46 | 38 | 13 | 7  | 18 | 44 | 51 | -7  |
|       | 11.  | Leeds Utd          | 46 | 38 | 11 | 13 | 14 | 28 | 38 | -10 |
|       | 12.  | Derby County       | 46 | 38 | 11 | 13 | 14 | 45 | 58 | -13 |
|       | 13.  | Blackburn          | 42 | 38 | 9  | 15 | 14 | 42 | 43 | -1  |
|       | 14.  | West Ham Utd       | 42 | 38 | 10 | 12 | 16 | 39 | 48 | -9  |
|       | 15.  | Everton            | 42 | 38 | 10 | 12 | 16 | 44 | 57 | -13 |
|       | 16.  | Southampton        | 41 | 38 | 10 | 11 | 17 | 50 | 56 | -6  |
|       | 17.  | Coventry City      | 41 | 38 | 9  | 14 | 15 | 38 | 54 | -16 |
|       | 18.  | Sunderland         | 40 | 38 | 10 | 10 | 18 | 35 | 53 | -18 |
|       | 19.  | Middlesbrough (-3) | 39 | 38 | 10 | 12 | 16 | 51 | 60 | -9  |
|       | 20.  | Nottingham Forest  | 34 | 38 | 6  | 16 | 16 | 31 | 59 | -28 |

Legenda:
      Campione d'Inghilterra e ammessa alla UEFA Champions League 1997-1998
      Qualificato al secondo turno di qualificazione della UEFA Champions League 1997-1998
      Ammesse alla Coppa delle Coppe 1997-1998
      Ammesse alla Coppa UEFA 1997-1998
      Retrocesse in First Division 1997-1998
Regolamento:
Tre punti a vittoria, uno a pareggio, zero a sconfitta.
A parità di punti le squadre vengono classificate secondo la differenza reti.
Note:
Il Middlesbrough ha scontato 3 punti di penalizzazione.

### Squadra campione
| Formazione tipo | Giocatori (presenze)      |
| --- | ------------------------- |
| Schmeichel G.Neville May Pallister Irwin Beckham Butt Keane Giggs Cantona Solskjær | Peter Schmeichel (36)     |
| Schmeichel G.Neville May Pallister Irwin Beckham Butt Keane Giggs Cantona Solskjær | Gary Neville (31)         |
| Schmeichel G.Neville May Pallister Irwin Beckham Butt Keane Giggs Cantona Solskjær | David May (29)            |
| Schmeichel G.Neville May Pallister Irwin Beckham Butt Keane Giggs Cantona Solskjær | Gary Pallister (27)       |
| Schmeichel G.Neville May Pallister Irwin Beckham Butt Keane Giggs Cantona Solskjær | Denis Irwin (31)          |
| Schmeichel G.Neville May Pallister Irwin Beckham Butt Keane Giggs Cantona Solskjær | David Beckham (36)        |
| Schmeichel G.Neville May Pallister Irwin Beckham Butt Keane Giggs Cantona Solskjær | Nicky Butt (26)           |
| Schmeichel G.Neville May Pallister Irwin Beckham Butt Keane Giggs Cantona Solskjær | Roy Keane (21)            |
| Schmeichel G.Neville May Pallister Irwin Beckham Butt Keane Giggs Cantona Solskjær | Ryan Giggs (26)           |
| Schmeichel G.Neville May Pallister Irwin Beckham Butt Keane Giggs Cantona Solskjær | Éric Cantona (36)         |
| Schmeichel G.Neville May Pallister Irwin Beckham Butt Keane Giggs Cantona Solskjær | Ole Gunnar Solskjær (33)  |
| Schmeichel G.Neville May Pallister Irwin Beckham Butt Keane Giggs Cantona Solskjær | Allenatore: Alex Ferguson |
| Altri giocatori: Ronny Johnsen (31), Paul Scholes (24), Karel Poborský (22), Andy Cole (20), Brian McClair (19), Phil Neville (18), Jordi Cruyff (16), Mike Clegg (4), Chris Casper (2), Ben Thornley (2), Raimond van der Gouw (2), John O'Kane (1). |                           |

## Statistiche

### Squadre

#### Capoliste solitarie
Fonte:
|    | ——             | ——             | ——             | ——             | ——        | ——        | ——        | ——        | ——        | ——  | ——            | ——            | ——            | ——  | ——      | ——      | ——  | ——  | ——  | ——  | ——  | ——             | ——             | ——             | ——             | ——             | ——             | ——             | ——             | ——             | ——             | ——             | ——             | ——             | ——             | ——             | ——             | —— |  |
|    | Sheffield Weds | Sheffield Weds | Sheffield Weds | Sheffield Weds | Liverpool | Liverpool | Liverpool | Newcast U | Newcast U |     | Newcastle Utd | Newcastle Utd | Newcastle Utd |     | Arsenal | Arsenal |     |     |     | Liv | Ars | Manchester Utd | Manchester Utd | Manchester Utd | Manchester Utd | Manchester Utd | Manchester Utd | Manchester Utd | Manchester Utd | Manchester Utd | Manchester Utd | Manchester Utd | Manchester Utd | Manchester Utd | Manchester Utd | Manchester Utd | Manchester Utd |    |  |
|    |                |                |                |                |           |           |           |           |           |     |               |               |               |     |         |         |     |     |     |     |     |                |                |                |                |                |                |                |                |                |                |                |                |                |                |                |                |    |  |
|    |                |                |                |                |           |           |           |           |           |     |               |               |               |     |         |         |     |     |     |     |     |                |                |                |                |                |                |                |                |                |                |                |                |                |                |                |                |    |  |
| 1ª | 2ª             | 3ª             | 4ª             | 5ª             | 6ª        | 7ª        | 8ª        | 9ª        | 10ª       | 11ª | 12ª           | 13ª           | 14ª           | 15ª | 16ª     | 17ª     | 18ª | 19ª | 20ª | 21ª | 22ª | 23ª            | 24ª            | 25ª            | 26ª            | 27ª            | 28ª            | 29ª            | 30ª            | 31ª            | 32ª            | 33ª            | 34ª            | 35ª            | 36ª            | 37ª            | 38ª            |    |  |

### Individuali

#### Classifica marcatori
Fonte:
| Gol | Rigori |  | Giocatore              | Squadra        |
| --- | ------ |  | ---------------------- | -------------- |
| 25  | 3      |  | Alan Shearer           | Newcastle Utd  |
| 23  | 4      |  | Ian Wright             | Arsenal        |
| 18  |        |  | Robbie Fowler          | Liverpool      |
| 18  |        |  | Ole Gunnar Solskjær    | Manchester Utd |
| 17  | 1      |  | Dwight Yorke           | Aston Villa    |
| 16  |        |  | Les Ferdinand          | Newcastle Utd  |
| 16  | 3      |  | Fabrizio Ravanelli     | Middlesbrough  |
| 14  |        |  | Dion Dublin            | Coventry City  |
| 13  | 4      |  | Matt Le Tissier        | Southampton    |
| 12  |        |  | Steve Claridge         | Leicester City |
| 12  |        |  | Stan Collymore         | Liverpool      |
| 12  |        |  | Juninho Paulista       | Middlesbrough  |
| 12  | 3      |  | Dennis Bergkamp        | Arsenal        |
| 11  |        |  | Efan Ekoku             | Wimbledon      |
| 11  |        |  | Dean Sturridge         | Derby County   |
| 11  | 1      |  | Christopher Roy Sutton | Blackburn      |
| 11  | 3      |  | Éric Cantona           | Manchester Utd |